# De Morgan Centre
O De Morgan Centre for the Study of 19th Century Art and Society foi uma galeria formada com obras do casal William (ceramista) e Evelyn De Morgan, importantes expoentes do movimento Arts and Crafts, numa coleção formada por Wilhelmina Stirling, irmã de Evelyn.
O acervo foi exposto na própria casa de Stirling, mas após sua morte em 1965 as obras foram divididas em várias exposições, até que em 2002 instalou-se na  West Hill Reference Library em Wandsworth, onde ficou até 2009 quando o conselho local decidiu pelo fechamento da biblioteca como medida para corte de custos, de forma que em 2011 transferiu-se para o Wandsworth Museum, onde ficou até 2014 quando este museu foi realocado.
Possuindo mais de cinquenta pinturas de Evelyn e mais de mil cerâmicas de William, o De Morgan Centre é mantido pela The De Morgan Foundation.
A partir da perda de uma sede física a curadora da fundação mantenedora, Claire Longworth, afirmou que o acervo estará participando de exposições em outros lugares, como a mostra "De Morgans and the Sea" exibida no Russell-Cotes Art Gallery & Museum, garantindo que "estamos trabalhando muito para garantir que grande parte da coleção esteja disponível para ser vista em outros lugares, em outros museus, galerias de arte e locais históricos”, e que a página oficial será um meio de divulgar tais exposições.